# Robert T. Bakker
Robert Thomas Bakker (Nova Jersey, 24 de março de 1945) é um paleontólogo norte-americano que ajudou a criar e desenvolver diversas teorias modernas sobre dinossauros, principalmente a teoria de que muitas espécies seriam endergónicos (de sangue quente).

## Biografia
Bakker nasceu no Condado de Bergen, em Nova Jersey. Ele atribui seu interesse por dinossauros a uma leitura de uma matéria da edição de 7 de setembro de 1953 da revista Life. Formou-se na Ridgewood High School em 1963.

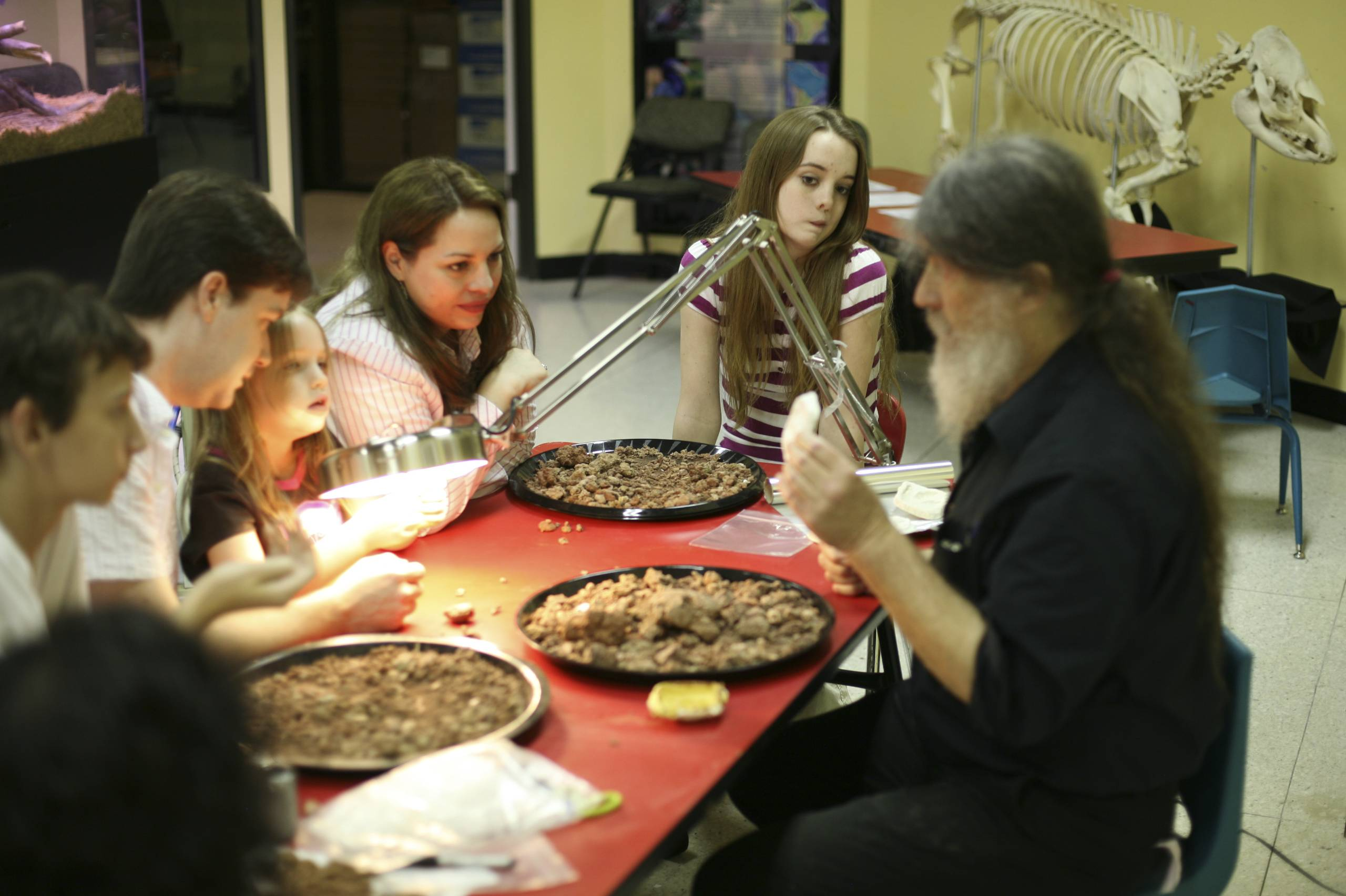
Bakker lecionando no Museu de Ciência Natural de Houston.

Na Universidade Yale, teve aulas com John Ostrom, um dos primeiros defensores da nova visão sobre os dinossauros, e em seguida obteve um doutorado em Harvard. Ele começou a lecionar anatomia na Universidade Johns Hopkins em Baltimore, Maryland, e Ciências Terrestres e Espaciais, onde o futuro artista Gregory S. Paul trabalhou e colaborou informalmente sob sua orientação. A maior parte de seu trabalho de campo foi feita em Wyoming, principalmente no Como Bluff, mas chegou até a Mongólia e a África do Sul na busca de habitats de dinossauro. Também ajudou como assistente na Universidade do Colorado.

## Teorias
Em sua obra The Dinosaur Heresies lançada em 1968, Bakker apresenta a teoria de que os dinossauros eram de sangue quente. Sua evidência para isso inclui:
- Quase todos os animais bípedes de hoje em dia são endergônicos, e os dinossauros eram bípedes.
- Os corações de animais endergônicos podem bombear muito mais eficazmente do que os de animais de sangue frio. Portanto, o Braquiossauro deve ter tido o tipo de coração associado com o de animais de sangue quente, a fim de bombear sangue até a sua cabeça.
- Dinossauros como o Deinonychus tinham um vida muito ativa, o que era muito mais compatível com um animal endergônico.
- Alguns dinossauros viviam nas latitudes do norte, onde teria sido impossível para os dinossauros de sangue frio se manterem quentes.
- A taxa rápida de especiação e evolução encontrada nos dinossauros é típica de animais de sangue quente e atípicos de animais de sangue frio.
- As aves são de sangue quente. As aves evoluíram dos dinossauros, portanto uma mudança para um metabolismo de sangue quente deve ter ocorrido em algum momento; Há muito mais mudanças entre os dinossauros e seus ancestrais, os arcossauros, do que entre os dinossauros e os pássaros.
- Os metabolismos endergônicos são vantagens evolutivas para top predadores e grandes herbívoros; se os dinossauros não tivessem sido de sangue quente, deveria haver evidências fósseis que mostrem os mamíferos que evoluem para preencher esses nichos ecológicos. Não existe tal evidência; Na verdade, os mamíferos até o fim do Cretáceo tornaram-se cada vez menores de seus antepassados sinápsidas.
- Os dinossauros cresciam rapidamente, evidências que podem ser encontradas observando seções transversais de seus fósseis. Os animais de sangue quente crescem a uma taxa similar.

Bakker também é um defensor da ideia de que as plantas com flores evoluíram por causa de suas interações com os dinossauros.

## Obra literária
Seu romance Raptor Red conta um ano na vida de uma Utahraptor fêmea no Cretáceo Inferior. Na história, Bakker elabora seu conhecimento sobre o comportamento dos dromeossaurídeos e a vida no período de sua existência.

## Crença religiosa
Como ministro pentecostal, Bakker disse que não existe conflito entre a religião e a ciência e que a evolução das espécies e história geológica são compatíveis com a crença religiosa. Bakker vê a Bíblia como um guia ético e moral em vez de um cronograma literal de eventos na história da vida. Aconselhou os infiéis e criacionistas a ler os pontos de vista apresentados por Santo Agostinho, que argumentou contra uma compreensão literal de Gênesis.

## Retrato na ficção
O paleontologista de barba Dr. Robert Burke, que é devorado por um Tiranossauro (T. rex) no filme O Mundo Perdido: Jurassic Park de Steven Spielberg, é uma caricatura afetuosa de Bakker. Na vida real, Bakker argumentou que o T. rex era um predador, enquanto o paleontólogo rival de Bakker, Jack Horner, o via como um carniceiro.